# Åderbladssläktet
Åderbladssläktet (Fittonia) är ett släkte i familjen akantusväxter.
Släktet innefattar endast två arter, åderblad (Fittonia albivenis) och stort åderblad (Fittonia gigantea). Båda arterna härstammar från Sydamerika och odlas ofta som krukväxter; det vanliga åderbladet (F. albivensis) förekommer i en mängd olika namnsorter.

## Bildgalleri

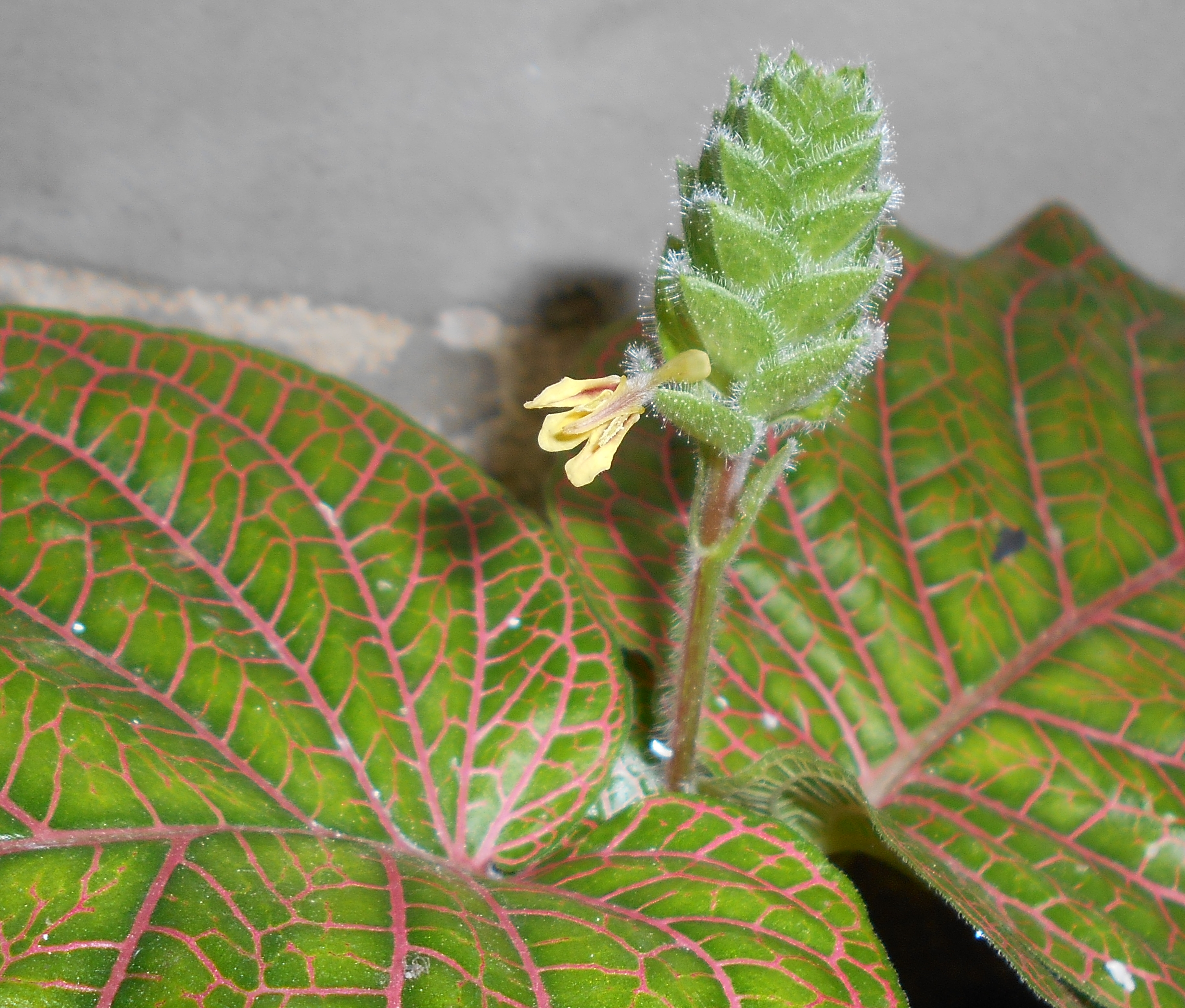
Stort åderblad
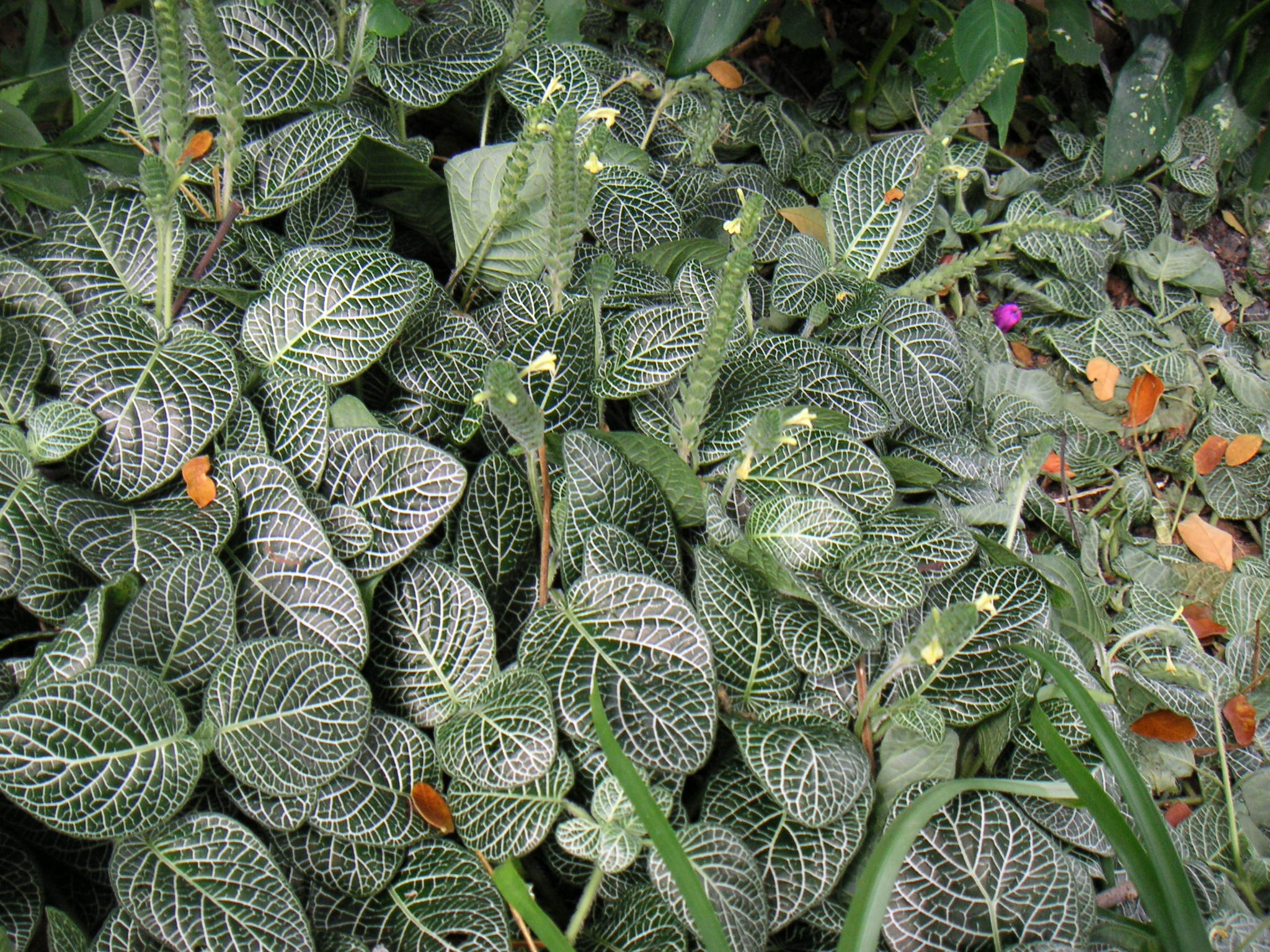
Åderblad